# Lützelflüh
Lützelflüh es una comuna suiza del cantón de Berna, situada en el distrito administrativo del Emmental. Limita al norte con la comuna de Rüegsau, al este con Sumiswald y Trachselwald, al sur con Rüderswil, y al oeste con Hasle bei Burgdorf.
Gracias a los exclaves de Lauterbach y Oberried, también limita con las comunas de Landiswil, Walkringen, Oberburg y Krauchthal. Hasta el 31 de diciembre de 2009 situada en el distrito de Trachselwald.

## Transportes
Ferrocarril
Cuenta con una estación ferroviaria en la que efectúan parada trenes de cercanías pertenecientes a la red S-Bahn Berna.

## Ciudades hermanadas
- Velike Lašče